# Marc Grünenfelder

Marc Grünenfelder (ca. 1970)

Marc Grünenfelder (* 20. August 1928; † 21. Januar 2017 in Zürich; heimatberechtigt in Niederurnen) war ein Schweizer Geologe und Professor an der ETH Zürich.

## Leben
Marc H. Grünenfelder studierte und promovierte an der ETH Zürich auf dem Gebiet der Petrographie. Nach seiner Promotion war er bis im Jahr 1958 als wissenschaftlicher Mitarbeiter am California Institute of Technology in Pasadena. Von 1958 bis 1963 war er Lehrbeauftragter und Konservator der Mineralogisch-Petrographischen Sammlung an der ETH Zürich, wo er im Jahr 1963 zuerst zum Assistenzprofessor, 1968 zum ausserordentlichen und 1972 zum ordentlichen Professor für Petrographie gewählt wurde. Ab 1977 bis zu seiner Emeritierung im Jahr 1993 war er zudem Doppelprofessor mit der Universität Zürich.

## Forschung
Grünenfelder war in seiner frühen Schaffensphase ein Pionier der geologischen Altersbestimmung und präzisen Isotopen-Analyse mittels Massenspektrometrie. Er erkannte wohl als Erster, dass eine Auftrennung von mikrochemisch unterscheidbaren Domänen von Zirkon-Kristallen die Geochronologie und Petrogenese von magmatischen und metamorphen Gesteinen revolutionieren würde. Dieses Konzept schuf ein Arbeitsgebiet der Geochemie, dem heute Geowissenschafter weltweit nachleben. Aus seinen späteren Jahren an der ETH Zürich erwähnenswert sind seine Vorlesungen in Lagerstättenkunde und Auflichtmikroskopie, sein Einfluss als Vorsteher der Abteilung für Naturwissenschaften und Mediator zwischen den erdwissenschaftlichen Instituten und seine Exkursionen zu Erzlagerstätten im ehemaligen Jugoslawien, in Österreich, Skandinavien und Südafrika.

## Publikationen (Auswahl)
- Petrographie des Roffnakristallins in Mittelbünden und seine Eisenvererzung. Dissertation Nr. 2569. ETH Zürich, 1956.
- Heterogenität akzessorischer Zirkone und die petrogenetische Deutung ihrer Uran/Blei-Zerfallsalter. 1. Der Zirkon des Grandioritgneises von Acquacalda (Lukmanierpass). Habilitationsschrift Nr. 69. ETH, Zürich, 1963.